# Coscaga picatalis
Coscaga picatalis är en fjärilsart som beskrevs av William Schaus 1906. Coscaga picatalis ingår i släktet Coscaga och familjen nattflyn. Inga underarter finns listade i Catalogue of Life.